# Schlacht von Stamford Bridge
Die Schlacht von Stamford Bridge fand am 25. September 1066 statt. Als Gegner standen sich der englische König Harald II., besser bekannt als Harald Godwinson, und der norwegische König Harald III., genannt Hardråde (deutsch: „der Harte“), gegenüber, der vom Bruder des englischen Königs, Earl Tostig Godwinson, unterstützt wurde. Als Austragungsort der Schlacht gilt das Gelände südlich des Dorfes Stamford Bridge, das „Battle Flats“ genannt wird. Das Schlachtfeld liegt dieser Lokalisierung zufolge etwa elf Kilometer östlich der Stadt York. Das Jahr der Niederlage Harald Hardrådes wird von vielen Historikern auch als das Ende der Wikingerzeit angesehen.

## Ausgangslage
Nachdem Eduard der Bekenner am 5. Januar 1066 ohne legitimen Erben gestorben war, wurde Harald Godwinson, der Earl von Wessex, zum englischen König gewählt. Der norwegische König Harald Hardråde beanspruchte die Königskrone ebenfalls und verbündete sich dazu mit Haralds Bruder Tostig. Eine norwegische Flotte von angeblich 300 Schiffen landete nach der Überfahrt wohl Mitte September 1066 bei Riccall (heute zum Selby District in der Grafschaft North Yorkshire gehörig), rund 15 Kilometer südlich der Stadt York. Schon kurz nach seiner Landung hatte das norwegische Heer am 20. September 1066 in der Schlacht bei Fulford (etwa drei Kilometer südlich von York) die angelsächsischen Truppen unter Morcar, dem Earl von Northumberland, und dessen Bruder Edwin, dem Earl of Mercia, besiegt. Damit stand York vorerst einmal als Ausgangsbasis für das weitere Vorgehen des norwegischen Königs offen. Harald Hardråde bereitete sich auf die Übergabe der Stadt vor und war offenbar der Ansicht, durch seinen raschen Schlachtensieg Zeit gewonnen zu haben. Mit einer derartig raschen Reaktion Harald Godwinsons, wie sie tatsächlich erfolgte, schien er nicht gerechnet zu haben.

## Ablauf
Harald Godwinsons Armee trat dem norwegischen König nach einem vorhergehenden Gewaltmarsch schon fünf Tage nach dessen Sieg gegenüber. Für die Norweger muss das völlig unerwartete Auftauchen der angelsächsischen Armee eine böse Überraschung dargestellt haben. Die einzige Handlungsoption auf norwegischer Seite blieb nun nur mehr, sich zur Schlacht zu stellen. An einem kampflosen Rückzug der Norweger konnte der englische König angesichts der Tatsache, dass er das Überraschungsmoment auf seiner Seite hatte, kein Interesse haben. Für den norwegischen König wiederum wäre ein kampf- und ruhmloser Abzug so bald nach der Landung wohl auch mit einem unwiederbringlichen Verlust seiner Reputation verbunden gewesen.
Die nun folgende Schlacht wird in den diversen angelsächsischen und norwegischen Quellen, die zum Teil erst einige Zeit nach den Ereignissen entstanden, sehr unterschiedlich geschildert. Hinsichtlich ihrer Details sind die Schlachtenschilderungen der verschiedenen Quellen eigentlich nicht in Einklang zu bringen. Nach dem Bericht der Heimskringla-Saga soll sich die Schlacht den ganzen Tag über ausgeglichen gestaltet haben, bis Harald Hardråde – je nach Quelle – durch einen Pfeilschuss oder einen Stich in den Hals, getötet worden sei. Daraufhin habe Harald Godwinson seinem auf norwegischer Seite kämpfenden Bruder Tostig angeboten, die Kampfhandlungen zu beenden. Dieser soll das Angebot allerdings zurückgewiesen haben, da er sich auf die Verstärkung durch die bei den Schiffen zurückgebliebenen Norweger verlassen habe. Doch nach einem weiteren harten Kampf, in dessen Verlauf nicht nur Tostig Godwinson gefallen, sondern auch viele der von den Schiffen zu Hilfe geeilten und von Eystein Orre kommandierten Norweger getötet worden sein sollen, sei der Sieg den Angelsachsen zugefallen. Deutlich wird im Schlachtbericht der Heimskringla die Absicht, den Tod des als unbesiegbar geltenden „Seekönigs“ Harald Hardråde zu erklären und ihn als strahlenden Helden darzustellen.
Im Gegensatz dazu sind die angelsächsischen Berichte weitaus nüchterner und erzählen auch deutlich weniger Details zur Schlacht. In gleich mehreren angelsächsischen Quellen wird allerdings von der heldenhaften Leistung eines einzelnen Norwegers berichtet, der es fertiggebracht habe, die Holzbrücke über den Fluss Derwent allein längere Zeit gegen die Angelsachsen zu verteidigen. 40 Feinde habe er getötet, ehe es einem Angelsachsen gelungen sei, unbemerkt unter die Brücke zu gelangen und ihn von dort aus zu töten. Diese Episode dürfte insofern einen wahren Kern haben, als es den Norwegern tatsächlich gelungen sein dürfte, die Brücke mit einem kleinen Truppenkontingent so lange zu halten, bis der Rest ihrer Armee sich am anderen Ufer fertig zur Schlacht aufgestellt hatte. Das würde auch erklären, warum die Schlacht trotz des überraschenden Auftauchens der angelsächsischen Armee noch lang und blutig war. Auch wenn hinsichtlich des genauen Ablaufs der Schlacht wohl nie Klarheit zu erlangen sein wird, so gilt unter Historikern als sicher, dass sie tatsächlich sehr blutig verlief und dass nur wenige Norweger, darunter Olav, der Sohn von Harald Hardråde, wieder in ihre Heimat zurückkehrten. Den Quellen zufolge benötigten die überlebenden Norweger für ihre Rückfahrt gerade einmal 25 der rund 300 Schiffe, mit denen sie angekommen waren.

## Bedeutung und Folgen
In operativer Hinsicht war Stamford Bridge zweifellos eine Entscheidungsschlacht. Das militärische Kräftemessen zwischen Harald Godwinson und Harald Hardråde wurde bereits beim ersten direkten Aufeinandertreffen der beiden Kontrahenten entschieden. Mit Godwinsons eindeutigem Sieg und dem Tod Hardrådes und Tostigs waren alle Bedrohungen im Norden mit einem Schlag weggefallen. „Das gewaltige Ausmaß [des norwegischen] Desasters war unübersehbar“, resümiert der Historiker Jörg Peltzer – und es zeitigte auch längerfristige Folgen:

Stamford Bridge was a crushing blow to Norse power. Neither of Harald’s sons entertained any serious thoughts of reviving their father’s claim to England despite the destruction of Anglo-Saxon military power at Hastings in October 1066 and the fragility of William of Normandy’s hold on the kingdom down to 1069. Even had they considered such a move, their kingdom’s military resources had been so depleted that it took almost a generation to recover from the slaughter of its warrior elite outside York.

„Stamford Bridge war ein vernichtender Schlag für die nordische Macht. Keiner von Haralds Söhnen verfolgte ernsthaft Pläne, den Anspruch ihres Vaters auf England trotz der Zerschlagung der angelsächsischen Streitmacht bei Hastings im Oktober 1066 und der fragilen Herrschaft Wilhelms des Eroberers über das Königreich bis 1069 zu erneuern. Selbst wenn sie einen solchen Schritt erwogen hätten, die militärischen Ressourcen ihres Königreichs wären so erschöpft gewesen, dass es fast eine Generation gedauert hätte, sich vom Gemetzel an seiner Kriegerelite außerhalb Yorks zu erholen.“

Für die siegreiche Armee stellte die Schlacht den letzten Triumph des alten angelsächsischen Heerwesens über eine feindliche Streitmacht dar, ehe auch in England die kontinentaleuropäische Kampfweise mit dem Angriff gepanzerter Reiter die Kampfführung für immer veränderte. In der englischen Historiografie aber ist die Schlacht bei Stamford Bridge unauflöslich mit der kaum drei Wochen später geschlagenen Schlacht bei Hastings verwoben. Harald Godwinsons großer Sieg über seinen norwegischen Widersacher beendete zwar die Bedrohung für sein Königreich im Norden ein für alle Mal, wird aber in diesem Zusammenhang zumeist auch als der entscheidende Nachteil für die folgende Entscheidungsschlacht bei Hastings gesehen. Wäre nämlich, so die gängige Lesart, Harald nicht gezwungen gewesen, auf die norwegische Herausforderung zu reagieren, hätte er Wilhelm dem Eroberer bei Hastings mit einer ausgeruhten und vor allem wesentlich stärkeren Streitmacht entgegentreten können. Die Schlacht und damit auch der mögliche weitere Verlauf der englischen Geschichte hätten in diesem Fall einen völlig anderen Verlauf nehmen können. So aber trat den Normannen eine durch einen weiteren Gewaltmarsch, diesmal zurück nach Süden, und die Verluste der vorangegangenen Schlacht bei Stamford Bridge wohl deutlich geschwächte Armee entgegen – und wurde am 14. Oktober 1066 geschlagen.